# Acidente na mina San José em 2010
O acidente na mina San José em 2010 refere-se a um acidente com 33 trabalhadores soterrados em uma mina a 688 metros de profundidade ocorrido no Chile, em 5 de agosto de 2010.

## O local
A mina San José é um local de exploração de cobre e ouro, de propriedade da Empresa Minera San Esteban, e situa-se a 33 quilômetros a noroeste de Copiapó, na região norte do país. Ela é uma mina pequena, menor que a maioria das minas da região, que são exploradas por grandes empresas como a companhia estatal Codelco e multinacionais estrangeiras. As minas menores também têm maior histórico de acidentes. Para compensar os riscos e a má reputação da mina San José, os empregados recebiam salários mais altos que a média de seus colegas.
O soterramento dos 33 mineiros, ocorrido em 5 de agosto de 2010, às 14h00, é considerado o pior acidente do país neste tipo de trabalho.

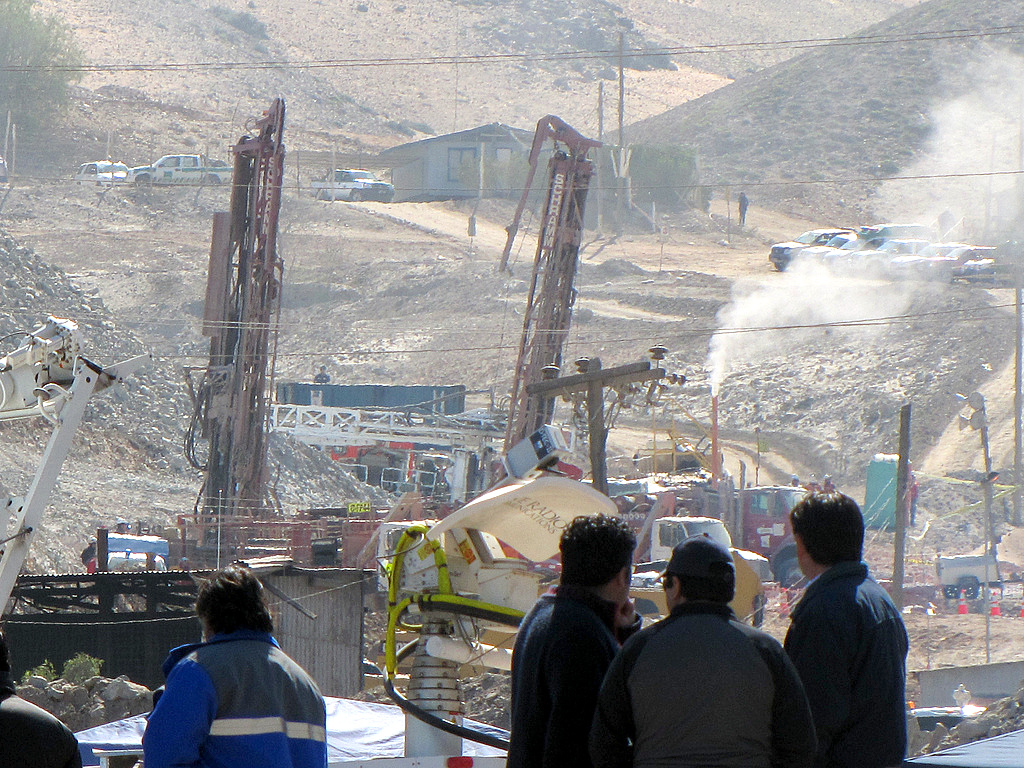
Vista da mina durante os trabalhos de resgates.

## Buscas
Os trabalhos de resgate começaram no dia seguinte, tendo sido realizados por um grupo que criou um duto de ventilação. Um novo desmoronamento ocorreu dois dias depois, 7 de agosto, necessitando doravante de maquinaria pesada para concluir o resgate.
No domingo dia 22 de agosto, os mineiros foram localizados com vida, favorecendo um resgate mais motivador, onde se estimou que só poderiam sair dali no final do ano de 2010, pois haveriam de atravessar uma grande rocha. Os trabalhadores ficaram 17 dias sem contato com o pessoal do resgate, foram várias perfurações, até o retorno de uma das guias com a seguinte mensagem:
| “ | Estamos bien en el refúgio los 33 | ” |

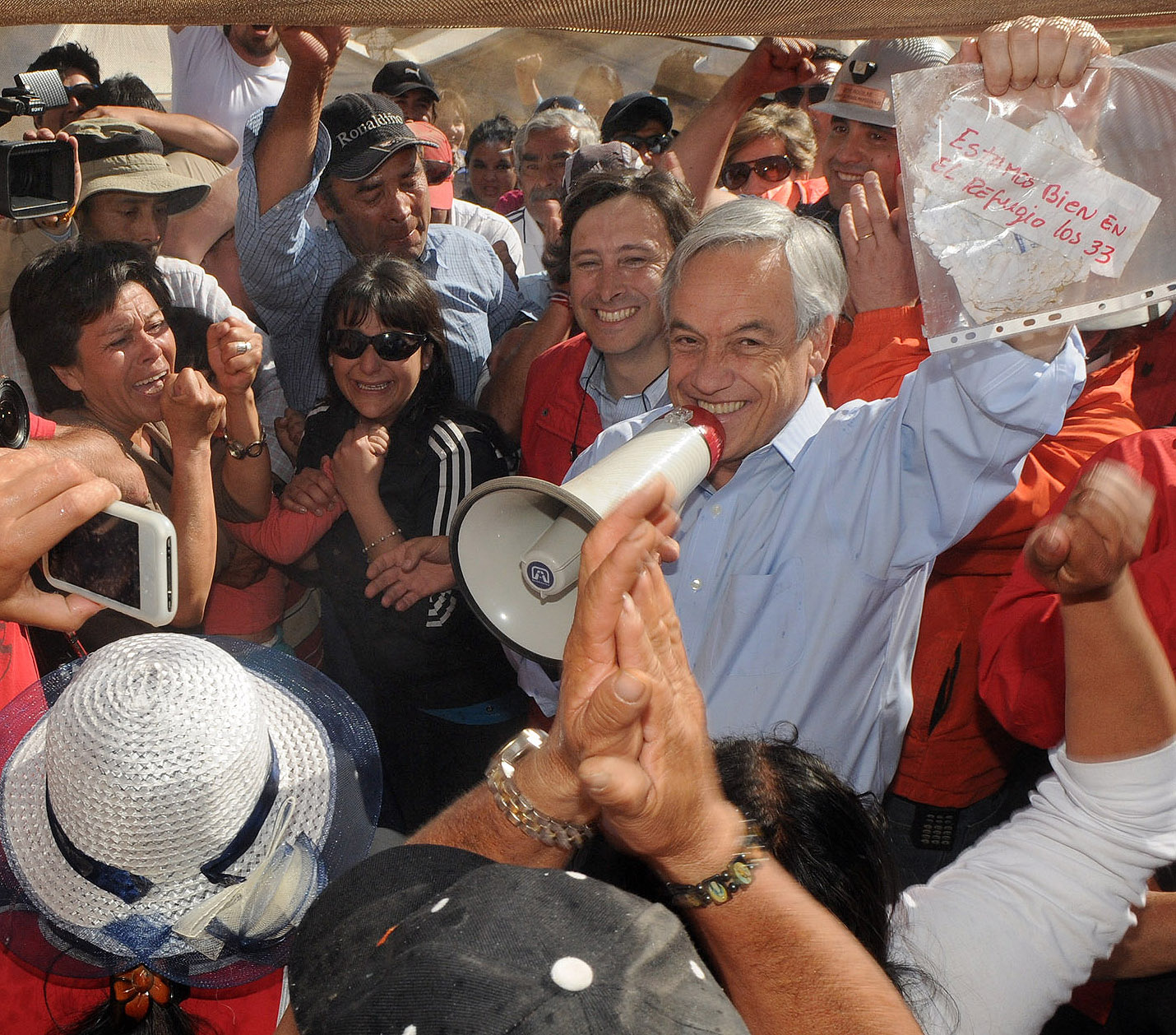
Mensagem coletada na tentativa de localização anunciando o estado dos trabalhadores.

Para o resgate, foi desenvolvido um projeto de perfuração de um poço, que chegou até ao saguão onde estão alojados os trabalhadores, tendo sido estimado o prazo de 70 dias após o início das operações. A princípio foi perfurado um poço de alguns centímetros de diâmetro, para passagem de água e mantimento, o qual posteriormente foi alargado para poder abrigar a cápsula Fenix II com cerca de 5 metros de altura e 60 centímetros de diâmetro, a cápsula possui capacidade para abrigar somente um trabalhador com segurança, também possui equipamentos de emergência como cordas, ganchos, lanternas, rádios e demais equipamentos para eventuais acidentes, e caso ela venha a ficar presa no túnel, existem saídas inferiores (caso esteja mais próximo do alojamento) e superiores (para caso esteja mais próximo da superfície). O trabalho foi feito retirando os trabalhadores um por um. O grupo recebeu treinamento extra para este tipo de situação.
No dia 12 de outubro às 23h55 hora local (02h55 UTC), teve início o processo de retirada dos trabalhadores através da cápsula Fenix II. O resgate do primeiro, Florencio Ávalos, atingiu a superfície 16 minutos depois, ou seja, 13 de outubro às 00h11 hora local (03h11 UTC). E as 00h33 do dia 14 de outubro, Patricio Sepúlveda, o último socorrista voltou a superfície, encerrando assim, o maior resgate nesse tipo de salvamento no mundo.
Segundo o historiador Franck Gaudichaud, o drama foi utilizado pelos meios de comunicação chilenos para fins de propaganda política: "tudo foi feito para transformar a onda de solidariedade num consenso político: 'todos unidos' por detrás do Presidente Piñera. A popularidade do presidente aumentou em 10 pontos durante estes eventos.
A Confederação Chilena de Minas recordou que o Chile não é signatário da Convenção 176 da Organização Internacional do Trabalho (OIT) sobre segurança e saúde nas minas. Denuncia acima de tudo uma legislação laboral parcialmente herdada da ditadura de Pinochet, restringindo por exemplo o direito à greve.
A mina é propriedade da empresa mineira San Estaban, que é propriedade de Alejandro Bohn (60% do capital) e Marcelo Kemeny (40%). De acordo com os testemunhos dos mineiros, a empresa estava constantemente a tentar aumentar a produtividade dos seus empregados, nomeadamente através da utilização quase sistemática de horas extraordinárias (até doze horas por dia), e mostrou pouca preocupação com a sua segurança. Na altura do acidente, por exemplo, os 33 mineiros descobriram que nenhuma escada tinha sido instalada na chaminé de emergência.

## Lista dos trabalhadores
Os 33 trabalhadores presos na mina eram:
| - Claudio Acuña Cortés: 35 anos. - Juan Carlos Aguilar Gaete: 49 anos, trabalhava há 19 anos como mineiro e durante todo esse tempo já teve que resgatar muitos companheiros que tinham ficado soterrados. Era supervisor na altura do acidente. - Osman Isidro Araya Araya: 30 anos. - Samuel Ávalos Acuña: 43 anos. - Florencio Ávalos Silva: aparece no primeiro vídeo e é o capataz, segundo na hierarquia e o primeiro a ter sido resgatado. - Renán Anselmo Ávalos Silva: Enfermeiro e responsável pelos dados médicos. Irmão de Florencio Ávalos Silva. - Carlos Alberto Barrios Contreras: 47 anos. - Yonni Barrios Rojas: 52 anos. - Carlos Bugueño Alfaro: 27 anos. - Raúl Enrique Bustos Ibáñez: 40 anos, já sobrevivera ao sismo do Chile de 2010. No dia 5 de Agosto já tinha cumprido o seu turno e devia ter-se ido embora mas houve uma avaria e chamaram-no. - Pedro Cortez Contreras: já tinha tido um acidente com uma máquina na mina. Como entende de eletricidade, foi útil na montagem e manutenção de comunicação com o exterior. - Jorge Galleguillos Orellana: 56 anos, sobreviveu a dois acidentes em 2009: no primeiro partiu uma costela e no segundo uma pedra que caiu do tecto da mina levou-lhe um pedaço de pele das costas. Entre os dois acidentes esteve quatro meses de baixa médica. - Mario Gómez Heredia: 63 anos, o mais velho do grupo. Ficou sem três dedos da mão esquerda num acidente ocorrido há sete anos. - José Manuel Henríquez González: 56 anos, entrara ao serviço da mina em janeiro e pouco depois houve uma fuga de gás. Tirou de lá de dentro dois companheiros e ao tentar ir buscar o terceiro acabou por desmaiar, embora tenha sobrevivido ao acidente. - Daniel Herrera Campos: 27 anos, condutor, estava a trabalhar na mina há sete meses. - Juan Andrés Illanes Palma: 52 anos, ex-militar. - Franklin Lobos Ramírez: 58 anos, ex-jogador da Seleção Chilena de Futebol. Há cinco anos que trabalhava como condutor de camiões naquelas minas e apenas há quatro estava na de San José. - Carlos Mamani: O único estrangeiro, proveniente da Bolívia. É dos poucos que tem estudos secundários completos. | - José Ojeda Vidal: 45 anos, foi ele quem escreveu a já célebre nota de papel "Estamos bien en el refugio los 33" (Estamos bem no refúgio os 33"). Condutor de maquinaria pesada e mineiro há 27 anos. - Edison Fernando Peña: 34 anos, durante os dias que permaneceram sem comunicação com o exterior era o responsável por verificar que as baterias das lanternas dos capacetes não se esgotavam. - Omar Orlando Reigada Rojas: 56 anos, trabalha como mineiro há 30 anos e esta já é a terceira vez que sofre um acidente de trabalho. No primeiro foi salvo por um companheiro, que acabou por morrer. O segundo aconteceu quando o veículo em que seguia ficou parcialmente soterrado durante 8 horas, mas não sofreu qualquer ferimento. - Esteban Rojas Carrizo: 44 anos, era quem carregava os explosivos na mina. - Pablo Amadeo Rojas Villacorta: 45 anos. - Jimmy Alejandro Sánchez Lagues: 19 anos, o mais jovem do grupo. Ninguém colocou entraves à sua contratação, apesar de a legislação ser muito clara: os trabalhadores das minas têm que ser maiores de 21 anos. - Darío Arturo Segovia Rojas: 48 anos, mineiro há 40 anos. - Víctor Segovia Rojas: 48 anos, fazia trabalhos de perfuração aquando do acidente. - Mario Sepúlveda Espinace: Sindicalista, foi quem narrou o vídeo de 40 minutos onde os mineiros mandaram saudações e relataram como estavam vivendo. - Ariel Ticona Yáñez: 29 anos, foi pai no dia 14 de setembro, quando estava soterrado. - Luis Alberto Urzúa Iribarre: Chefe do grupo Assumia as funções de chefe de turno quando se deu o acidente. Mineiro há 31 anos, trabalhava na mina de San José há apenas dois meses quando se deu o acidente. - Alex Richard Vega Salazar: 31 anos. - Richard Villarroel Godoy: 26 anos, a família não sabia que trabalhava na mina. - Claudio Yáñez Lagos: 34 anos, trabalhava há um na mina. - Víctor Zamora Bugueño: 33 anos. |  |

Inicialmente estavam incluídos William Órdenes, que se machucou no dia do acidente, e Roberto López Bordones, que mais tarde se apresentou.

### Horário de cada resgate
|     | Mineiro                         | Idade | Hora do resgate *       | Nacionalidade |
| --- | ------------------------------- | ----- | ----------------------- | ------------- |
| 1.  | Florencio Ávalos                | 31    | 13 de outubro, às 00h10 | Chileno       |
| 2.  | Mario Sepúlveda                 | 40    | 13 de outubro, às 01h10 | Chileno       |
| 3.  | Juan Illanes                    | 52    | 13 de outubro, às 02h10 | Chileno       |
| 4.  | Carlos Mamani                   | 23    | 13 de outubro, às 03h10 | Boliviano     |
| 5.  | Jimmy Sánchez                   | 19    | 13 de outubro, às 04h10 | Chileno       |
| 6.  | Osmán Araya                     | 30    | 13 de outubro, às 05h34 | Chileno       |
| 7.  | José Ojeda                      | 46    | 13 de outubro, às 06h22 | Chileno       |
| 8.  | Claudio Yáñez                   | 34    | 13 de outubro, às 07h02 | Chileno       |
| 9.  | Mario Gómez                     | 63    | 13 de outubro, às 07h59 | Chileno       |
| 10. | Alex Vega                       | 31    | 13 de outubro, às 08h55 | Chileno       |
| 11. | Jorge Galleguillos              | 56    | 13 de outubro, às 09h34 | Chileno       |
| 12. | Edison Peña                     | 34    | 13 de outubro, às 10h14 | Chileno       |
| 13. | Carlos Barrios                  | 27    | 13 de outubro, às 10h54 | Chileno       |
| 14. | Víctor Zamora                   | 33    | 13 de outubro, às 11h31 | Chileno       |
| 15. | Víctor Segovia                  | 48    | 13 de outubro, às 12h08 | Chileno       |
| 16. | Daniel Herrera                  | 27    | 13 de outubro, às 12h53 | Chileno       |
| 17. | Omar Reygada                    | 56    | 13 de outubro, às 13h39 | Chileno       |
| 18. | Esteban Rojas                   | 44    | 13 de outubro, às 14h49 | Chileno       |
| 19. | Pablo Rojas                     | 45    | 13 de outubro, às 15h28 | Chileno       |
| 20. | Darío Segovia                   | 48    | 13 de outubro, às 15h59 | Chileno       |
| 21. | Yonni Barrios                   | 50    | 13 de outubro, às 16h31 | Chileno       |
| 22. | Samuel Ávalos                   | 43    | 13 de outubro, às 17h04 | Chileno       |
| 23. | Carlos Bugueño                  | 27    | 13 de outubro, às 17h31 | Chileno       |
| 24. | José Henríquez                  | 54    | 13 de outubro, às 18h02 | Chileno       |
| 25. | Renán Ávalos                    | 29    | 13 de outubro, às 18h27 | Chileno       |
| 26. | Claudio Acuña                   | 44    | 13 de outubro, às 18h51 | Chileno       |
| 27. | Franklin Lobos                  | 53    |                         | Chileno       |
| 28. | Richard Villarroel              | 27    | 13 de outubro, às 19h45 | Chileno       |
| 29. | Juan Carlos Aguilar             | 49    | 13 de outubro, às 20h13 | Chileno       |
| 30. | Raúl Bustos                     | 40    | 13 de outubro, às 20h37 | Chileno       |
| 31. | Pedro Cortéz                    | 26    | 13 de outubro, às 21h02 | Chileno       |
| 32. | Ariel Ticona                    | 29    | 13 de outubro, às 21h28 | Chileno       |
| 33. | Luis Urzúa                      | 54    | 13 de outubro, às 21h55 | Chileno       |
| 34. | Manuel González (Socorrista)    | 46    | 13 de outubro, às 22h18 | Chileno       |
| 35. | Roberto Ríos (Socorrista)       | 37    | 13 de outubro, às 22h39 | Chileno       |
| 36. | Patricio Robledo (Socorrista)   | 39    | 13 de outubro às 23h43  | Chileno       |
| 37. | Jorge Bustamante (Socorrista)   |       | 14 de outubro às 00h07  | Chileno       |
| 38. | Patricio Sepúlveda (Socorrista) |       | 14 de outubro às 00h33  | Chileno       |

Diagrama da mina e as diferentes tentativas de resgate.

- Hora local do resgate no deserto do Atacama, Chile.

## Apoio
Durante todo o tempo que estiveram presos na mina, os trabalhadores receberam apoio de diversas organizações de várias partes do mundo entre eles:
- 23 de agosto o empresário Leonardo Farkas doou 5 milhões de pesos (cerca de 10 000 dólares) a família de cada um dos mineiros.[19]
- Ainda em 23 de agosto, o jogador de futebol Diego Rivarola que atua pelo Club Universidad de Chile, enviou uma camiseta de treino ao mineiro Jimmy Sánchez, fanático desse clube.[20]
- Em 25 de agosto o tesoureiro do Sindicato de Futbolistas Profesionales de Chile, Julio Pastén, entregou a família de Franklin Lobos uma camiseta da Seleção Chilena de Futebol autografada por todos os jogadores e o técnico Marcelo Bielsa. O clube local Deportes Copiapó deu uma oportunidade para Franklin Lobos cursar uma carreira de treinador de futebol pelo Instituto Nacional del Fútbol.[21]
- Em 25 de agosto o pastor da Iglesia Adventista del Séptimo Día Carlos Parra entregou 33 mini Bíblias aos mineiros.[22]
- Em 27 de agosto a NASA anunciou que enviaria 4 profissionais especializados em resgates desse tipo para apoiar as equipes de salvamento.[23] Os profissionais chegaram à mina no dia 31 de agosto.[24]
- Em 27 de agosto a cantora mexicana Ana Gabriel enviou um vídeo de saudações e orações gravado antes de uma apresentação em Santiago.[25]
- Em 28 de agosto o grupo musical Inti-Illimani Histórico deu concerto para os familiares dos mineiros. Um dos temas, uma dança típica boliviana, foi dedicado a Carlos Mamani.[26]
- Em 29 de agosto o Papa Bento XVI enviou uma mensagem de apoio de sua residência de Castel Gandolfo.[27]
- Em 29 de agosto o pianista chileno Roberto Bravo deu um concerto no acampamento Esperanza para as famílias dos mineiros.[28]
- Em 30 de agosto, o Secretário-geral das Nações Unidas, Ban Ki-moon, enviou uma mensagem de alento.[24]
- Em 2 de setembro a escritora Isabel Allende dedicou-lhes o Prêmio Nacional de Literatura do Chile.[29]
- Em 2 de setembro o cardeal Francisco Javier Errázuriz foi até à mina San José para entregar 33 Rosários benzidos pelo Papa Bento XVI.[30] Dias depois, durante o Te Deum das Festas Pátrias, referiu-se brevemente durante a Homilia aos 33 mineiros. Uma semana depois, o mesmo Cardeal convidou 33 mineiros da Codelco Chile para participar na Solene Procissão de Carmen, que se celebrou em homenagem ao Bicentenário da Pátria.
- Em 2 de setembro o cantor dominicano Juan Luis Guerra convocou seus seguidores do twitter para uma oração em nome dos mineiros.[31]
- Em 4 de setembro quatro sobreviventes da tragédia dos Andes foram até o Chile para saudar os mineiros e suas famílias.[32]
- Em 8 de setembro, uma mensagem vinda do subterrâneo comprovou que 20 dos 33 presos são torcedores do Colo-Colo, que através de sua filial em Copiapó, mandou 20 camisetas personalizadas com o número 33 para os mineiros presos.[33]
- Em 9 de setembro o futebolista espanhol David Villa enviou camisetas autografadas, em sinal de apreço pelas vidas dos mineiros.[34]
- Em 12 de setembro se anunciou um filme de Rodrigo Ortúzar que se chamará "Esperanza", sobre a história dos mineiros. O diretor de 50 anos já esta trabalhando nas imagens do campo e nos arredores da mina San Jose. Segundo Ortúzar, o filme misturará realidade e ficção.
- Em 18 de setembro de 2010, tanto as pessoas da superfície, como os mineiros presos, cantam o Hino Nacional em comemoração as Festas Pátrias.
- Em 1 de outubro o clube espanhol Real Madrid enviou camisetas autografadas a cada um dos 33 mineiros.[35]
- Em 4 de outubro o futebolista chileno do AS Roma David Pizarro dedica o prêmio "Caballero de Roma" aos 33 mineiros presos.
- Em 6 de outubro o CEO da Apple Inc., Steve Jobs, envia em nome de sua companhia 33 iPods aos mineiros.
- Em 11 de outubro Zack de la Rocha (vocalista do grupo Rage Against The Machine) dedicou uma versão da canção "La canción del minero" do falecido cantor chileno Víctor Jara aos mineiros.[36]
- Em 12 de outubro Barack Obama envia através da Casa Branca mensagens de consolo e orações as vítimas, familiares e equipes de resgates.

## Efeitos
- Em 10 de agosto o presidente Sebastián Piñera destituiu Alejandro Vío, diretor nacional a Sernageomin (Servicio Nacional de Geología y Minería de Chile).[37]
- Em 23 de agosto é criada a comisión de expertos para la Seguridad en el Trabajo.[38]
- Em 27 de agosto foi anunciada a criação de uma "Superintendencia de Minas".[39]

## Representações na Arte
- Filme Os 33, de 2015, dirigido por Patricia Riggen.